# Evgueni Perepelkine
Pour les articles homonymes, voir Perepelkine.
Evgueni Iakovlevitch Perepelkine (ou de façon plus correcte Perepiolkine ; en russe : Евге́ний Я́ковлевич Перепёлкин), né le 19 février 1906 (4 mars dans le calendrier grégorien) à Saint-Pétersbourg et mort exécuté le 13 janvier 1938 à Mariinsk, est un astronome et astrophysicien soviétique.

## Biographie
En 1925, Evgueni Perepelkine est diplômé de l'Université d'État de Leningrad, puis étudie à l'école d'études supérieures de l'observatoire de Poulkovo. En 1929, il travaille à l'observatoire de Poulkovo. En 1934 il devient professeur, puis Chef du Laboratoire d'astrophysique. 
Evgueni Perepelkine est arrêté le 11 mai 1937, dans une vague d'arrestations connue sous le nom d'affaire Poulkovo. Il est condamné à cinq ans de prison par le régime stalinien. Alors qu'il purge sa peine dans un camp de travail à Mariinsk, il est condamné à mort par le NKVD et exécuté le 13 janvier 1938. Il est réhabilité en 1956.

## Travaux
Il a travaillé sur l'observation du mouvement apparent des étoiles sur la sphère céleste. Il a proposé un nouvel indice sur les ondes ultraviolettes émises par le soleil et qui sont responsables de l'ionisation de la haute atmosphère terrestre. Il a participé à la création en URSS des premiers instruments d'observation du Soleil, en particulier le double spectrohéliographe et le grand télescope solaire. Il fut l'un des principaux organisateurs des observations de l'éclipse solaire totale de 1936. Il étudia également les étoiles variables et les pluies de météores.

## Hommages
- Un cratère lunaire porte son nom Perepelkin
- Un cratère sur Mars a été nommé Perepelkin (en) en son honneur